# Sohr Damb

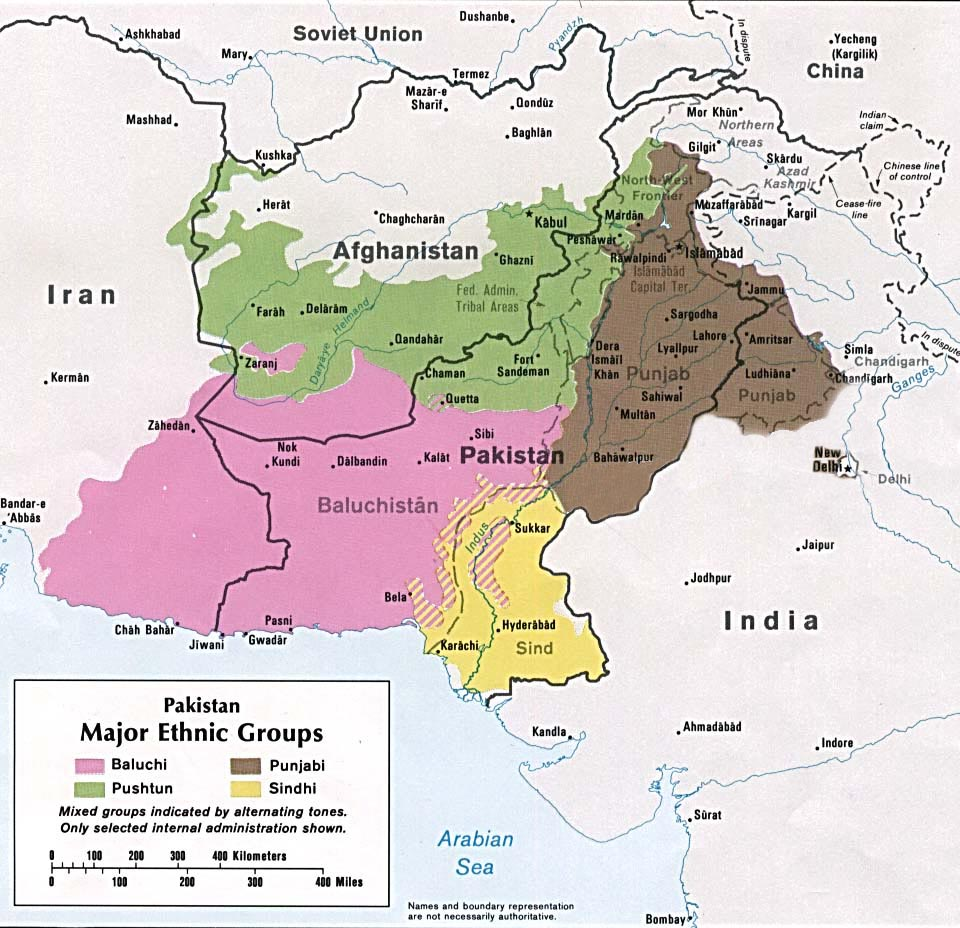
Région du Baloutchistan (en rose).

Sohr Damb (« Tertre rouge ») est un site archéologique, situé près du village de Nall, dans le centre du Baloutchistan au Pakistan, antérieur à la civilisation de la vallée de l'Indus. Il est également appelé « Nal », et a donné son nom à la « culture Nal » préhistorique.
Le site s'étend sur 4 hectares ; le monticule (principalement formé géologiquement) mesure 13 m de haut. La strate culturelle a moins de 2 m de profondeur. Les fouilles révèlent quatre périodes d'occupation datant de 3800 à 2200 avant J.-C. Ils pourraient être divisés en plusieurs sous-périodes.

## Les fouilles
Le lieu a été découvert pour la première fois en 1903. Dans les années suivantes, diverses fouilles mineures ont eu lieu, y compris par Aurel Stein. Depuis 2001, le site a été fouillé systématiquement par l'Institut archéologique allemand et le Département d'archéologie et des musées du gouvernement du Pakistan.

## Périodisation

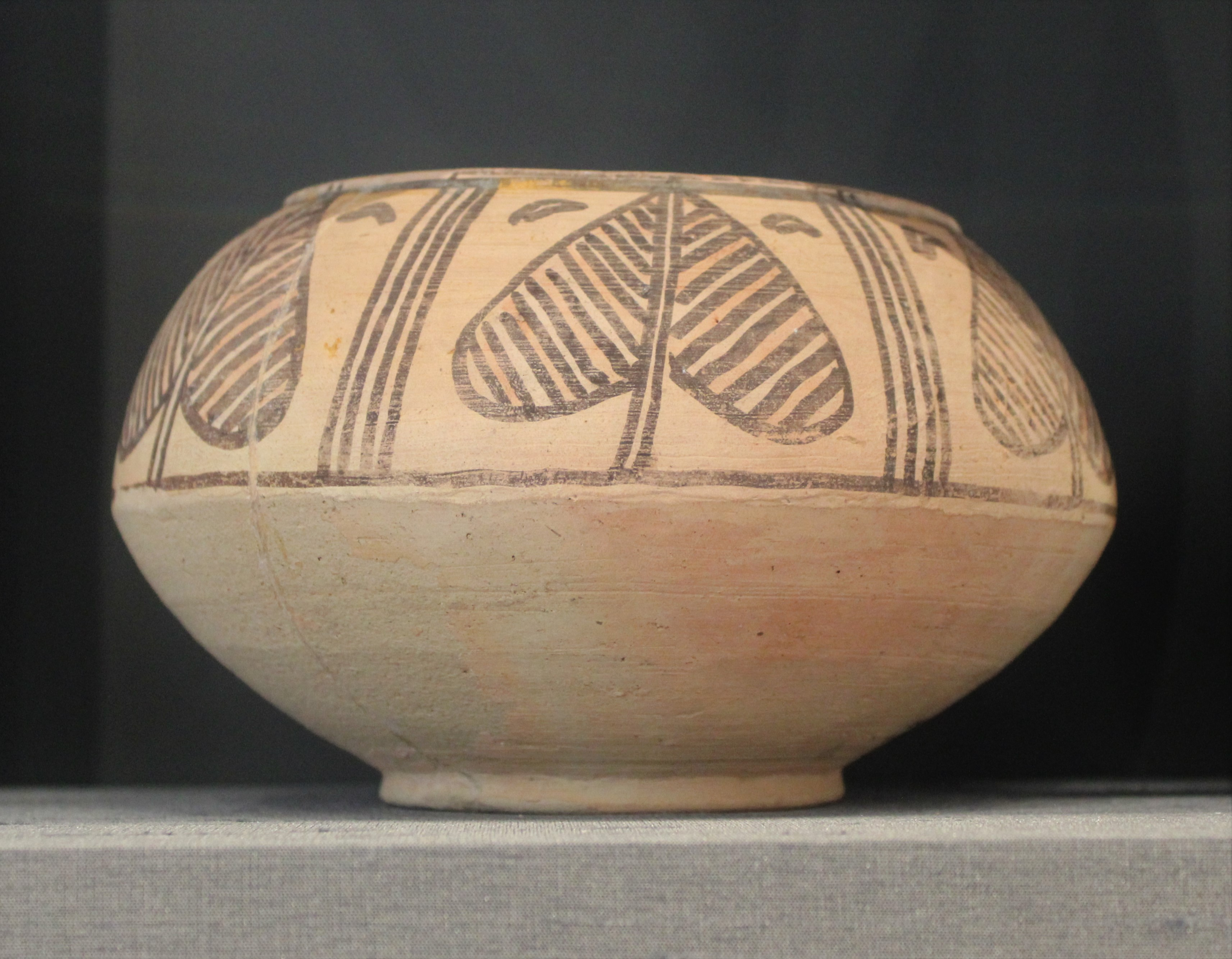
Bol en terre cuite décoré d'un motif floral à la peinture marron sur fond blanc cassé. Poterie Nal, Balouchistan, trouvé à Sohr Damb, datant du 3e millénaire AEC. British Museum, Londres.

La période la plus ancienne (période I) appartient au complexe culturel appelé Togau. De nombreuses sépultures ont été trouvées. Certains d'entre eux ont été retrouvés dans de petites chambres et ils contenaient jusqu'à 16 squelettes. Les objets funéraires comprenaient des céramiques, des perles, ainsi que des pierres semi-précieuses et des coquillages.
Pendant la période II, on peut voir l'apparition du complexe culturel Nal. Les morts étaient maintenant enterrés dans des tombes individuelles. Seuls quelques vaisseaux sont proposés comme objets funéraires. Les maisons en briques crues sont généralement petites. Il y avait beaucoup de céramiques utilitaires, mais aussi des céramiques peintes de couleurs vives typiques de la culture Nal. Il y avait aussi des meules, des outils en os et des perles.
La période III est étroitement liée aux autres cultures de la région, telles que Mehrgarh et Mundigak en Afghanistan. L'architecture en brique crue est maintenant devenue plus grande ; le cuivre fait son apparition, tandis que la céramique se simplifie. Le cuivre et la céramique ont probablement été traités ou produits sur place.
Les couches de la période IV sont fortement érodées. Dans l'ensemble, cette période appartient à la culture Kulli, ainsi qu'à la culture harappéenne.

## Agriculture

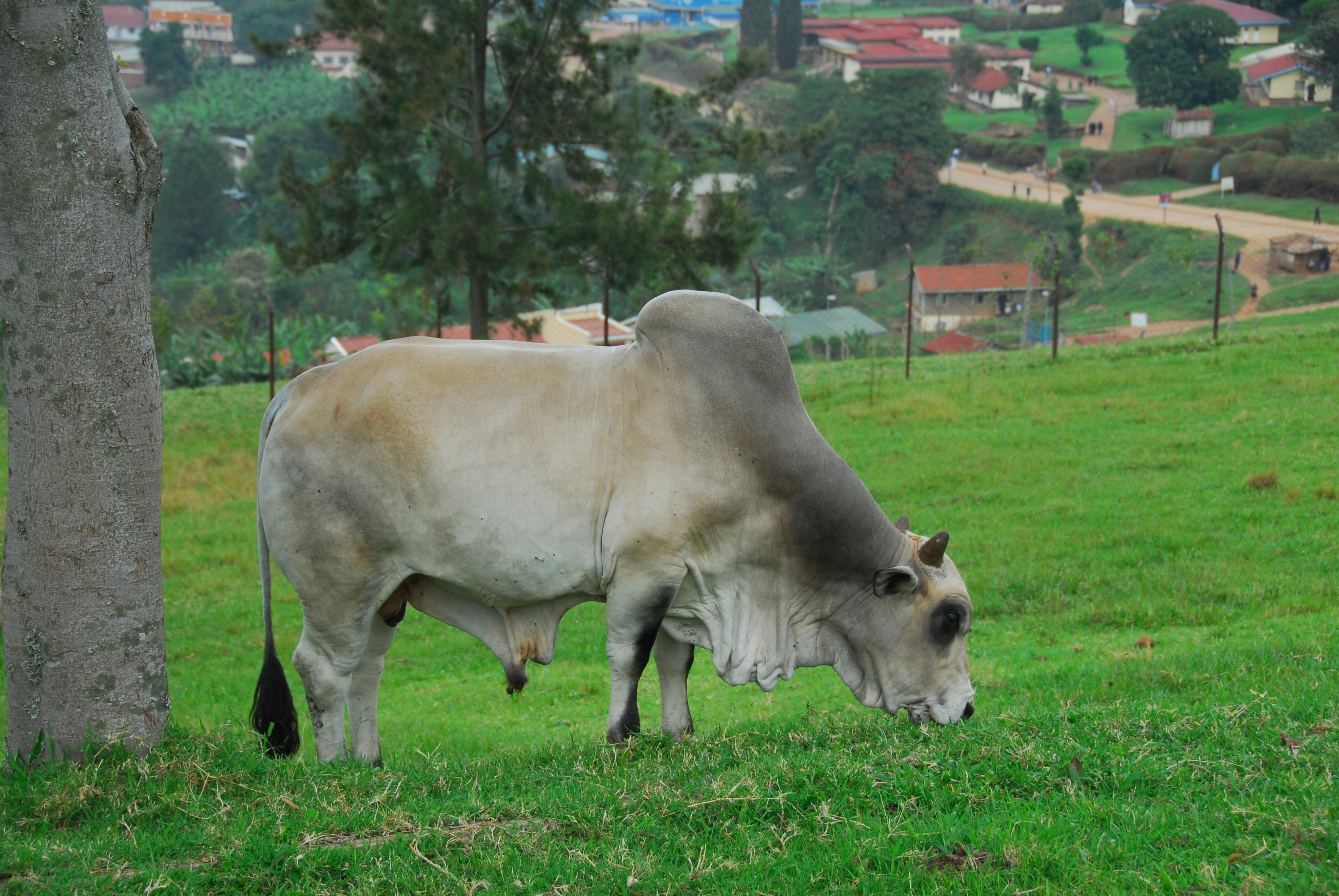
Bovins zébus à bosse - domestiqués à l'origine au Baloutchistan

Les os de bovins domestiqués sont abondants dans la colonie, et des figurines de taureaux sont également trouvées. Les os ont été identifiés comme provenant de bovins à bosse ou de zébu.
Des moutons et des chèvres sont également élevés. Les habitants ont aussi eu des chiens. Les mammifères sauvages ne représentent que 5% des restes osseux.
Les cultures comme le blé et l'orge décortiquée et nue ont été utilisées dès la première période. Plus tard, les cultures indigènes du sous-continent indien, comme le sésame et le millet, sont devenues plus populaires.
L'échantillon de sésame de la période III est le plus ancien enregistrement stratifié de cette culture à ce jour.
Les fruits sauvages et cultivés sont exploités. La figue, le jujube, le palmier nain et la vigne ont été très populaires.

## Sohr Damb dans son contexte
Sohr Damb / Nal est stratigraphiquement plus précoce que la phase de la culture Kulli. De plus, à Surab, les occupations de Nal sont postérieures à la phase de Kili Gul Mohammad.
Dans le passé, le cimetière de Nal était considéré comme appartenant à la culture Kulli. Mais plus récemment, Nal est plutôt compris comme appartenant à sa propre tradition de poterie, davantage liée au Baloutchistan.
Les céramiques de Sohr Damb, tournées au tour et à décor polychrome, présentent des parallèles avec la période Mundigak III1-6.
Il y a une certaine controverse sur le cadre chronologique absolu de la transition de la période II à III à Nal. Cette transition a une incidence sur la chronologie à la fois de Shahr-e Sokhta et de la civilisation de l'Indus. La transition peut être datée soit du milieu du 3e millénaire, soit de la fin du 3e millénaire avant J.-C..
La période ancienne de Nal a une affinité avec le site d'Amri, Sindh (en). Leur poterie est assez similaire.
La culture Kulli-Mehi est à certains égards une continuation de Nal.

## Voir également
- Sites archéologiques de la civilisation de l'Indus
- Sothi (archéologie)
- Nindowari

## Remarques
1. 1 2  Benecke et Neef 2005, p. 81-91.
2. 1 2  Yule 2013.
3. ↑  Jochen Görsdorf, Ute Franke-Vogt, IMPLICATION OF RADIOCARBON DATES FROM SOHR DAMB/NAL, BALOCHISTAN. RADIOCARBON, Vol 49, Nr 2, 2007, p 703-712